# Mike Boddicker
Michael James Boddicker (Cedar Rapids, Iowa, 23 de agosto de 1957), más conocido como Mike Boddicker, es un exjugador profesional estadounidense de béisbol que se desempeñó en la posición de lanzador en las Grandes Ligas de Béisbol (MLB). Logró obtener un Guante de Oro.

## Carrera
Boddicker jugó como profesional nueve temporadas en Baltimore Orioles (1980-1988), después pasó a Boston Red Sox (1988-1990), luego a Kansas City Royals (1991-1992), posteriormente a Milwaukee Brewers, donde jugó una temporada (1993), y fue el equipo en el que se retiró.

## Premios
Fue galardonado con el Guante de Oro en una oportunidad (1990).